# Marco Brito
Marco Luiz Brito (* 4. August 1977 in Rio de Janeiro) ist ein ehemaliger brasilianischer Fußballspieler.

## Karriere
Brito begann seine Karriere 1997 beim Erstligisten Fluminense FC. Am Ende der Série A 1997 stieg der Verein in die zweite Liga ab. Am Ende der Série B 1998 stieg der Verein in die dritte Liga ab. 2001 wechselte er zum japanischen Erstligisten Yokohama F. Marinos und gewann im selben Jahr den J.League Cup. 2002 kehrte er zu Fluminense zurück. 2003 wechselte er zu Coritiba FC. 2004 wechselte er zum zyprischen APOEL Nikosia. Mit dem Verein wurde er 2003/04 zyprischer Meister. 2005 kehrte er nach Brasilien zurück und unterschrieb einen Vertrag bei CR Vasco da Gama. Danach spielte er bei Santa Cruz FC und AA Ponte Preta.

## Erfolge
Yokohama F. Marinos
- Japanischer Ligapokalsieger: 2001

APOEL Nikosia
- Zyprischer Meister: 2003/04